# Blanche-Neige et le Château hanté
Pour les articles homonymes, voir Blanche-Neige (homonymie).
Pour plus de détails, voir Fiche technique et Distribution.
Blanche-Neige et le Château hanté ou Blanche-Neige : La nouvelle aventure au Québec est un film d'animation américain de John Howley et sorti en 1989.

## Synopsis
L'histoire se déroule après que Blanche-Neige, aidée des sept nains, a triomphé de sa méchante belle-mère, la méchante reine, à savoir l'année suivante.
Le terrifiant prince Maliss, un sorcier doté de pouvoirs extrêmes rend visite à sa sœur, la méchante reine, la méchante belle-mère de Blanche-Neige. Mais à peine arrivé au château de celle-ci, il le découvre saccagé par les créatures de la méchante reine ravis du décès de cette dernière. Maliss apprend par le miroir magique qui avait appartenu à la reine ce qui est arrivé à cette dernière.
Obtenant des informations de la part du miroir magique, mais aussi d'Havane, un hibou savant, Maliss rentre dans une colère noire et souhaite se venger de Blanche-Neige et de son prince charmant. Se transformant en dragon celui-ci se met en quête de Blanche-Neige, tandis que celle-ci fait la route avec son prince pour rendre visite aux sept nains qui l'ont sauvée de la méchante reine, la méchante belle-mère de Blanche-Neige. Mais Maliss sépare les amoureux : le prince combattant seul Maliss se retrouve vaincu et se voit jeter un sort par le sorcier.
Blanche-Neige qui s'est enfuie retrouve le même chemin qu'elle avait emprunté un an auparavant pour trouver les sept nains. Mais elle s'évanouit à cause de la fatigue. À son réveil, elle a la fâcheuse surprise de découvrir que pas mal de choses ont changé : elle voit non pas 7 petits hommes, mais 7 jeunes femmes qui ne sont autres que les cousines des 7 nains qui se sont installés dans une autre maison car la mine dans laquelle ils travaillent ne produit plus aucune richesse. Ils ont donc fait cadeau de leur maison à leurs cousines. Blanche-Neige fait donc la connaissance de Gadoue, Pétunia, Coup-de-soleil, Crinière, P'titsomme, Marina et Arc-en-ciel, chacune dotée d'un pouvoir offert par une enchanteresse afin qu'elles les utilisent pour rendre le monde plus beau.
Blanche-Neige leur explique pourquoi elle est arrivée en pleine nuit chez les jeunes femmes. Celles-ci, prises d'amitié pour elle, décident d'aller voir l'enchanteresse appelée Mère Nature qui les informe que Maliss (qui avait été son élève il y a quelques années de cela) vivrait dans le château de la défunte belle-mère de Blanche Neige. Maliss retrouve Blanche-Neige chez Mère Nature et lui apprend que son prince est dans le château de la reine.
Mais ce sera une aventure parsemée d'embûches qui attendra la jeune princesse sur son chemin. Heureusement, elle sera toutefois aidée par les sept naines.

## Fiche technique
- Titre original : Happily Ever After
- Titre français : Blanche-Neige et le Château hanté
- Réalisation : John Howley
- Scénario : Martha Moran et Robby London
- Direction artistique : John Grusd
- Montage : Joe Gall, Rick Gehr et Jeffrey C. Patch
- Musique : Frank Becker
- Production : George Mahana
- Sociétés de production : Filmation Associates, Kel Air Productions
- Distribution : Cheryl Bascom
- Pays :  États-Unis
- Langue : anglais
- Format : Couleur - 35mm - son Dolby stéréo
- Genre : Animation, Fantasy
- Durée : 71 min.
- Dates de sortie : 
  -  France : 20 juin 1990
  -  États-Unis : 28 mai 1993

## Distribution

### Voix originales
- Irene Cara : Blanche-Neige
- Phyllis Diller : Mother Nature (Mère Nature)
- Dom DeLuise : The Looking Glass (le Miroir enchanté)
- Malcolm McDowell : Lord Maliss
- Carol Channing : Muddy (Gadoue)
- Zsa Zsa Gabor : Blossom (Pétunia)
- Sally Kellerman : Sunburn (Coup-de-soleil)
- Linda Gary : Critterina (Crinière) / Marina
- Tracey Ullman : Moonbeam (P'titsomme) / Thunderella (Arc-en-ciel)
- Michael Horton (en) : le Prince
- Jonathan Harris : Sunflower (le tournesol)
- Edward Asner : Scowl the Owl (le hibou)
- Frank Welker : Batso the Bat (la chauve-souris)

### Voix françaises[réf.nécessaire]
- Laurence Sacquet : Blanche-Neige
- Philippe Bellay : le prince
- Perrette Pradier : Mère Nature
- Laurence Badie : Crinière
- Yves Barsacq : le Miroir enchanté / le tournesol
- Yves-Fabrice Lebeau : Lord Maliss
- Henry Djanik : Havane le hibou
- Odile Schmitt : Gadoue
- Colette Venhard : Coup-de-soleil
- Mark Lesser : Recto Verso la chauve-souris[2]

## Adaptation
Le film a été adapté en jeu vidéo sur Super Nintendo en 1994 (uniquement en Amérique du Nord) sous le titre Snow White: Happily Ever After, développé par Imagitec Design et édité par ASC Games (en).

## Autour du film
- Il s'agit de la dernière production de la société Filmation rachetée par L'Oréal en 1988 et liquidée début 1989.